# Невилл, Генри, 3-й маркиз Абергавенни
Подполковник Генри Гилберт Ральф Невилл, 3-й маркиз Абергавенни (англ. Henry Gilbert Ralph Nevill, 3rd Marquess of Abergavenny; 2 сентября 1854 — 10 января 1938) — британский пэр и военный. Он был известен как лорд Генри Невилл с 1876 по 1927 год.

## Биография
Родился 2 сентября 1854 года в Брэмхеме, Западный Йоркшир. Его крестили в церкви Святого Альбана во Франте. Второй сын Уильяма Невилла, 1-го маркиза Абергавенни (1826—1915), и его жены Кэролайн Ванден-Бемпде-Джонстон (1826—1892), дочери сэра Джона Вандена-Бемпде-Джонстона, 2-го баронета (1799—1869).
Генри Невилл был подполковником в резерве Территориальной армии, майором имперского йоменского полка Сассекса и заместителем лейтенанта Сассекса.
В 1881 году он жил в Чиддингстоуне, графство Кент, а в 1891 году в Торнхилл, Хаммервуд, Восточный Сассекс.
13 октября 1927 года после смерти своего старшего брата, Реджинальда Невилла, 2-го маркиза Абергавенни (1853—1927), который не был женат и не оставил после себя детей, Генри Невилл унаследовал титулы 3-го маркиза Абергавенни, 7-го графа Абергавенни, 3-го графа Льюиса, 7-го виконта Невилла и 21-го барона Абергавенни.

## Семья
Лорд Абергавенни был женат три раза. 12 сентября 1876 года его первой женой стала Вайолет Стритфейлд (? — 25 декабря 1880) , дочь подполковника Генри Дорриена Стритфейлда и Марион Генриетты Смит. У них было трое детей:
- Леди Джоан Марион Невилл (16 июля 1877 — 4 июля 1952), муж с 1898 года Джон Пратт, 4-й маркиз Кэмден (1872—1943), от брака с которым у неё было четверо детей.
- Гилберт Реджинальд Невилл (6 апреля 1879 — 11 мая 1891)
- Джеффри Невилл (6 апреля — 14 апреля 1879).

После смерти своей первой жены 25 декабря 1880 года он женился вторым браком, 20 октября 1886 года, на Мод Августе Беккет-Денисон (12 июня 1864 — 15 июля 1927), дочери Уильяма Беккет-Денисона (1826—1890) и Хелен Дамкомб. У них был один ребенок:
- Леди Маргарита Хелен Невилл (30 сентября 1887 — 7 июля 1975), муж с 1907 года подполковник сэр Альберт Эдвард Делавел Эстли, 21-й лорд Гастингс (1882—1956), от брака с которым у неё было пятеро детей.

После смерти своей второй жены 15 июля 1927 года он женился третьим браком, 18 октября 1928 года, на своей двоюродной сестре Мэри Фрэнсис Невилл (5 апреля 1869 — 31 октября 1954), дочери достопочтенного Ральфа Пелхэма Невилла (1832—1914) и вдове Генри Хардинджа, 3-го виконта Хардинджа (1857—1924). Третий брак маркиза оказался бездетным.
3-й маркиз Абергавенни скончался 10 января 1938 года, упав с лошади во время охоты на лис. Поскольку он умер, не оставив наследника мужского пола, титул маркиза перешел к его племяннику, майору Гаю Ларнаку-Невиллу, после его смерти. Маркиза Абергавенни умерла в октябре 1954 года в возрасте 85 лет.
Лорд Абергавенни появляется как «лорд Дамборо» в Автобиографический роман Зигфрида Сассуна «Мемуары человека, охотящегося на лис».